# Acuetzpalin carranzai
Acuetzpalin carranzai es la única especie conocida del género extinto Acuetzpalin, un ictiosaurio oftalmosaurio platipterígiino que fue descubierto en las calizas de la Formación La Casita en la localidad del Cerro de Palotes, cercana a Cuencamé, Durango, México. Se conoce a partir de un esqueleto parcial (faltando las extremidades), del cual el cráneo está sorprendentemente bien conservado. Fue el primer ictiosaurio descrito en 2020 y el primer nuevo género de ictiosaurios descrito desde 2017.